# Gerberga di Gleiberg
Gerberga di Gleiberg (970 circa – dopo il 1036) era una figlia di Eriberto di Wetterau e Irmtrud di Avalgau (957 – 1020).

## Matrimonio e figli
Sposò Enrico di Schweinfurt ed essi ebbero i seguenti figli: 
- Ottone III, duca di Svevia;
- Eilika di Schweinfurt (1005 circa – 10 dicembre 1059 circa), che sposò Bernardo II, duca di Sassonia
- Giuditta di Schweinfurt
- forse Burcardo († 18 ottobre 1059), vescovo nel 1036 di Halberstadt, cancelliere di Corrado II, imperatore del Sacro Romano Impero
- forse Enrico, conte sul Pegnitz, sull'Alto Naab e sul Altmühl. Nel 1040 prese parte a una spedizione in Boemia ed ebbe molti conflitti con il vescovo di Eichstätt. Sposò una figlia di Cuno di Altdorf (circa 980 – dopo il 1020).

## Ascendenza
|                                       |   |                        | Genitori             |  |  | Nonni |  |  | Bisnonni               |  |  | Trisnonni       |  |
|                                       |   |                        |                      |  |  |       |  |  | Gebeardo di Lotaringia |  |  | Udo di Neustria |  |
|                                       |   |                        |                      |  |  |       |  |  | Gebeardo di Lotaringia |  |  | Udo di Neustria |  |
|                                       |   | …                      |                      |  |  |       |  |  | Gebeardo di Lotaringia |  |  |                 |  |
| Odo di Wetterau                       |   |                        |                      |  |  |       |  |  | Gebeardo di Lotaringia |  |  |                 |  |
|                                       |   | Ida di Grabfeld        | …                    |  |  |       |  |  |                        |  |  |                 |  |
|                                       |   | Ida di Grabfeld        | …                    |  |  |       |  |  |                        |  |  |                 |  |
|                                       |   | Ida di Grabfeld        | …                    |  |  |       |  |  |                        |  |  |                 |  |
| Eriberto di Wetterau                  |   | Ida di Grabfeld        |                      |  |  |       |  |  |                        |  |  |                 |  |
|                                       |   | Pipino I di Vermandois | Bernardo d'Italia    |  |  |       |  |  |                        |  |  |                 |  |
|                                       |   | Pipino I di Vermandois | Bernardo d'Italia    |  |  |       |  |  |                        |  |  |                 |  |
|                                       |   | Pipino I di Vermandois | Cunegonda            |  |  |       |  |  |                        |  |  |                 |  |
| una figlia di Erberto I di Vermandois |   | Pipino I di Vermandois |                      |  |  |       |  |  |                        |  |  |                 |  |
|                                       |   | …                      | …                    |  |  |       |  |  |                        |  |  |                 |  |
|                                       |   | …                      | …                    |  |  |       |  |  |                        |  |  |                 |  |
|                                       |   | …                      | …                    |  |  |       |  |  |                        |  |  |                 |  |
| Gerberga di Gleiberg                  |   | …                      |                      |  |  |       |  |  |                        |  |  |                 |  |
|                                       | … | …                      |                      |  |  |       |  |  |                        |  |  |                 |  |
|                                       | … | …                      |                      |  |  |       |  |  |                        |  |  |                 |  |
|                                       | … | …                      |                      |  |  |       |  |  |                        |  |  |                 |  |
| Megingaudo di Gheldria                | … |                        |                      |  |  |       |  |  |                        |  |  |                 |  |
|                                       |   | …                      | …                    |  |  |       |  |  |                        |  |  |                 |  |
|                                       |   | …                      | …                    |  |  |       |  |  |                        |  |  |                 |  |
|                                       |   | …                      | …                    |  |  |       |  |  |                        |  |  |                 |  |
| Irmtrud di Avalgau                    |   | …                      |                      |  |  |       |  |  |                        |  |  |                 |  |
|                                       |   | Goffredo di Jülich     | Gerardo di Metzgau   |  |  |       |  |  |                        |  |  |                 |  |
|                                       |   | Goffredo di Jülich     | Gerardo di Metzgau   |  |  |       |  |  |                        |  |  |                 |  |
|                                       |   | Goffredo di Jülich     | Oda di Sassonia      |  |  |       |  |  |                        |  |  |                 |  |
| Gerberga di Lorena                    |   | Goffredo di Jülich     |                      |  |  |       |  |  |                        |  |  |                 |  |
|                                       |   | Ermentrude             | Carlo III di Francia |  |  |       |  |  |                        |  |  |                 |  |
|                                       |   | Ermentrude             | Carlo III di Francia |  |  |       |  |  |                        |  |  |                 |  |
|                                       |   | Ermentrude             | Frederuna            |  |  |       |  |  |                        |  |  |                 |  |
|                                       |   | Ermentrude             |                      |  |  |       |  |  |                        |  |  |                 |  |